# Japewia tornoënsis
Japewia tornoënsis är en lavart som först beskrevs av William Nylander och fick sitt nu gällande namn av Tønsberg. 
Japewia tornoënsis ingår i släktet Japewia och familjen Ramalinaceae.  Arten är reproducerande i Sverige. Inga underarter finns listade i Catalogue of Life.